# 스쿠토사우루스
스쿠토사우루스(Scutosaurus)는 측파충류의 속이고, 약 2억 5천 4백만 년 전~2억 5천 2백만 년 전, 페름기 후기 시대에 러시아에서 살았던 갑옷으로 덮인 파레이아사우루스과였다. 속명은 몸 전체에 흩어져 있는 큰 갑옷을 말한다. 스쿠토사우루스는 대부분의 파충류와는 달리 그것의 엄청난 무게를 지탱하기 위해 다리를 몸 아래에 고정시킨 거대한 무궁류 파충류였다. 화석은 우랄산맥에 가까운 유럽 러시아의 말로키넬스카야 형성의 소콜키 모임 구역에서 발견되었다.

## 해부학

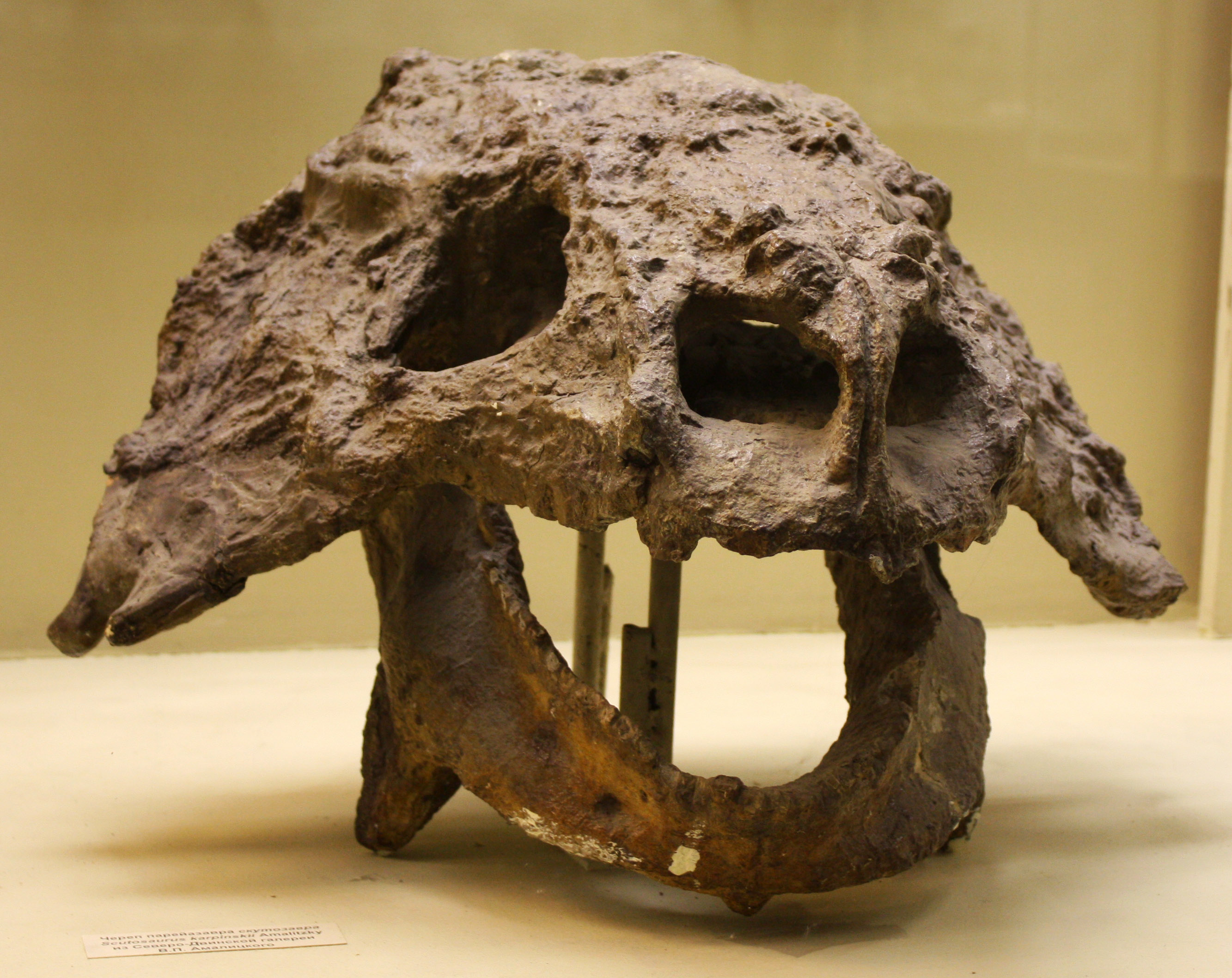
스쿠토사우루스 두개골

파레이아사우루스과는 페름기 시대에 가장 큰 파충류 중 하나였다. 스쿠토사우루스는 길이가 약 2.5~3m이고 무게가 최대 1,160kg에 달하는 다소 큰 파레이아사우루스과이다. 몸 전체가 척추를 가진 중앙 보스가 있는 거친 골배엽으로 덮여 있었을 것이다. 이 골배엽은 서로 거의 분리되어 있었던 것으로 보이지만 엘기니아에서와 같이 어깨와 골반에 걸쳐 긴밀하게 봉합되었을 수 있다. 팔다리에는 작은 원뿔 모양의 스터드가 있다. 파레이아사우루스과는 짧은 건장한 몸통과 짧은 꼬리를 가지고 있다. 스쿠토사우루스는 19개의 전척추 척추를 가지고 있다. 파레이아사우루스를 비롯한 많은 일반적인 초식성 페름기 사지동물은 큰 몸통, 배럴 모양의 갈비뼈, 팔다리와 가슴 및 골반 거들이 합쳐져 있었다. 파레이아사우루스과 견갑골은 크고 접시 모양이며 팔 쪽으로 약간 확장되어 있으며 수직으로 향한다. 큰 쇄골에 연결되는 견봉은 초기 거북이와 마찬가지로 짧고 무뚝뚝하며 견갑골의 바닥에 배치되었다. 관절 표본(관절 뼈의 위치가 보존된 곳)에서 쇄골과 견갑골 사이에는 작은 틈이 있다. 초기 파레이아사우루스과는 견갑골을 따라 이어지는 쇄골을 가지고 있지만 나중에 스쿠토사우루스를 포함한 표본은 이것을 잃었다. 손과 발의 개수는 짧다. 등뼈는 짧고 키가 크며 튼튼하며 크고 강하게 구부러진 갈비뼈를 지탱한다. 넓은 몸통은 넓은 소화 기관을 부여했을 수 있다.

## 고생물학
스쿠토사우루스는 뼈로 된 갑옷과 두개골을 장식하는 여러 개의 뾰족한 뿔을 가진 거대한 체구의 파충류였다. 스쿠토사우루스는 비교적 작은 몸집에도 불구하고 무겁고 짧은 다리로 인해 오랜 시간 동안 빠른 속도로 움직일 수 없어 큰 포식자의 공격에 취약했다. 스스로를 방어하기 위해 스쿠토사우루스는 특히 목 부위에 강력한 근육으로 덮인 두꺼운 골격을 가지고 있었다. 피부 아래에는 골판이 줄지어 있었고, 이 판은 마치 두정갑 갑옷의 한 형태였다.
사막을 포함한 반건조 기후에 사는 초식동물인 스쿠토사우루스는 먹을 수 있는 신선한 잎을 찾기 위해 오랫동안 돌아다녔을 것이다. 강둑과 범람원에 가까이 붙어있어서 식물 생물이 더 풍부했을 것이고 가뭄이 들 때에만 더 멀리 떠돌았을 것이다. 이빨은 납작했고 잎과 어린 가지를 갈아서 큰 내장에서 길게 소화시킬 수 있었다. 스쿠토사우루스는 식물을 소화시키기 위해 위석을 삼켰다. 스쿠토사우루스는 먹이를 계속 먹어야 한다는 점을 고려하면, 아마도 먹을 수 있는 식물의 많은 부분을 배출하지 않기 위해 혼자 살거나 아주 작은 무리를 지어 살았을 것이다.